# Ставроникитска кула
Ставроникитската кула (на гръцки: Πύργος Μονής Σταυρονικήτα) е отбранително съоръжение, разположено в манастира Ставроникита на полуостров Света гора, Халкидики, Гърция.

## Местоположение
Манастирът е доминиран от отбранителната кула, която е разположена на южната му стена между входа и камбанарията и е непропорционално голяма спрямо него. С кулата манастирът напомня на средновековен франкски замък от XIII или XIV век.

## История
Кулата е най-старата сграда на манастира. Първото споменаване за съществуването ѝ, наречена „Протат“ преди официалното създаване на манастира, е в документ на манастира „Филотей“. Размерът и стратегическото значение на нейното местоположение по отношение на административния център на Света гора Карея, с която поддържа визуален контакт, ни води до заключението, че оригиналната кула е служила за чисто отбранителни цели. В документ от 1544 година на Светия синод на Атон е характеризирана като Карейска наблюдателница (βίγλα των Καρυών). По-късно кулата е включена като част от укреплението на новия манастир.
Първоначално на мястото на сегашната кула е имало по-ранна византийска кула, която е заемала ъгъл на стария манастир още през XI век, който трябва да е бил силно повреден – може би унищожен – при различните набези от XIII и XIV век. Кулата е възстановена в някакъв момент вероятно в началото на XVI век, много преди да започне възстановяването на останалата част от манастира от Йеремия I Константинополски. В тази фаза тя има много силно стесняване към върха, както се вижда на илюстрация от 1546 година. Двата горни етажа са завършени и финализирани след 1744 г. Тази по-късна дата означава, че целият сложен дизайн на надстройката с капандури, бойници и т.н. е направен чисто за декоративни цели.
Кулата е била изоставена и неизползвана от много години. След поредица от ремонтни и реставрационни дейности обаче тя е в добро състояние и днес в нея се помещава манастирската съкровищница.

## Описание
Кулата доминира над манастирския комплекс в сравнение с останалите сгради, вижда се от всички страни и поради своите размери подчертава крепостния характер на комплекса. Стъпаловидното разположение на съседните сгради създава впечатлението за пирамида, което придава престиж и подчертава кулата в горната част на вертикалната композиция. Цялото впечатление от южната фасада се подсилва и от арките на акведукта, който отвежда окото на наблюдателя обратно към кулата.
Кулата е висока 25 m и има квадратен план 8,5 × 8,5 m. Има шест етажа, включително партер и покрив. Дебелината на зидарията е 2 m на приземния етаж и 0,5 m на последния етаж. Входът на кулата е малък и от съображения за сигурност е на I етаж. До него се стига или през полуоткрит балкон, който обслужва трапезарията и кухнята, изкачвайки се по дървена стълба от двора, или чрез нисък дървен коридор, който води откъм северната част. Първият етаж няма друг отвор освен входа, вторият, третият и четвъртият имат по четири отвора, по един от всяка страна. В допълнение към тези отвори от западната страна на втория етаж има единична и в момента блокирана катахистра (зематистра), която се отваря в зида и излиза извън него, с допълнителна стена, поддържана върху две каменни волути.
Петият етаж на кулата е по-интересен, тъй като има, от една страна, дванадесет отделни прозорци, по три от всяка страна, които се отварят в дебелината на зида и излизат извън него, с допълнителна стена, поддържана от две каменни волути, от друга страна, осем отвора, по два от всяка страна между скалдерите. От тези осем отвора три са прозорци със сравнително малки размери, докато останалите пет са прости бойници.
Всички зематистри са покрити с шисти. Също във външната зидария, над всеки от дванадесетте зематистри, е оформена сляпа плитка засводена полукръгла декоративна арка. Това разположение на зематистрите не се среща в никоя друга кула на Света гора.
Върху стените на покрива на кулата са оформени шестнадесет бойници с класическа назъбена форма. В кулата е имало оръдия, запазени до 1930 година. Тесните бойници са за стрелци с пушки.